# 오륜탑

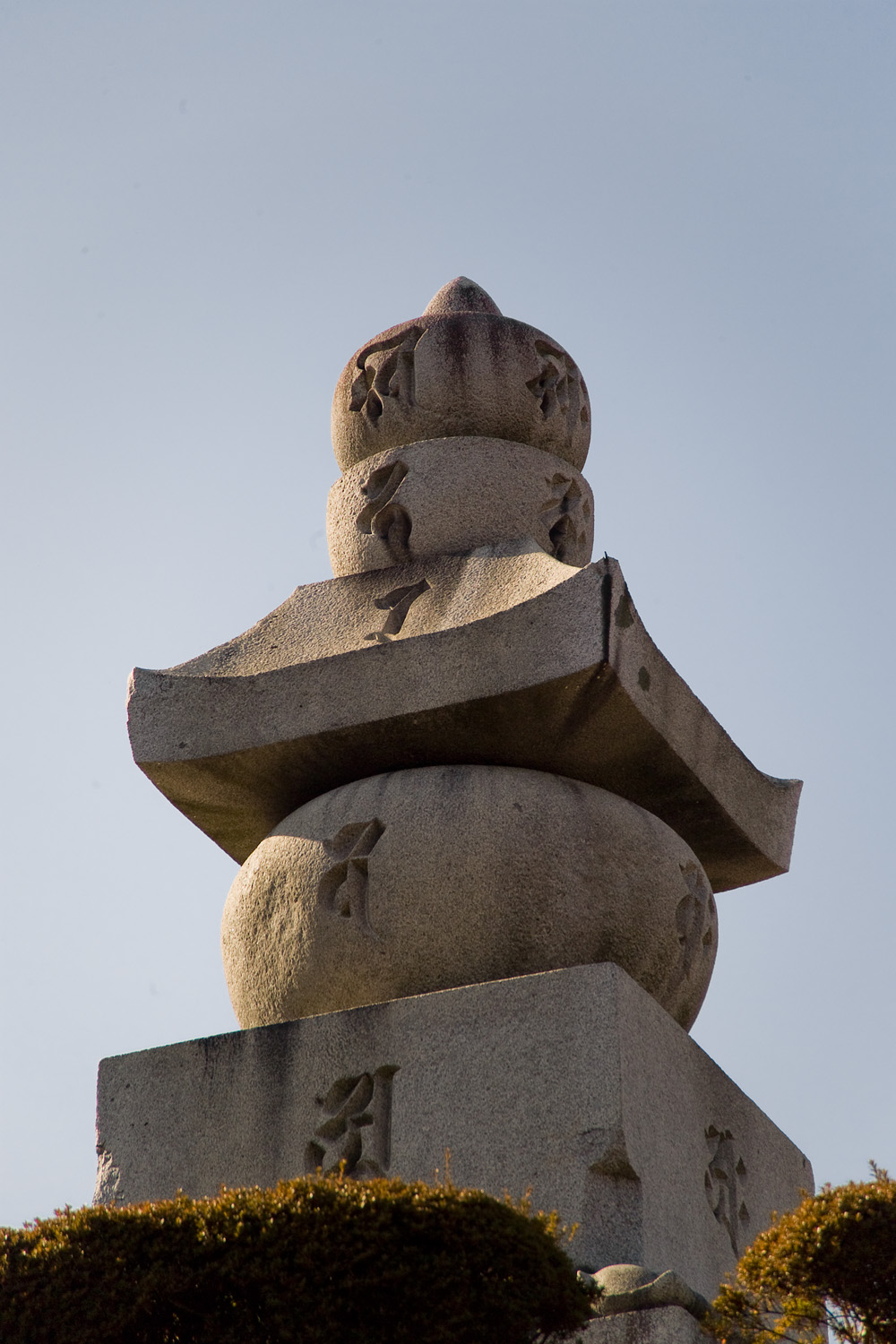
일본 교토에 있는 귀무덤의 오륜탑

오륜탑(五輪塔)은 하부에 땅을 상징하는 사각형의 지륜, 그 위에 물을 상징하는 원형의 수륜, 불을 상징하는 삼각형의 화륜, 바람을 상징하는 반월형의 풍륜, 맨위에 공을 상징하는 여의주형태의 공륜있는 5층의 구조로 되어 있다. 고대 인도에 있어 우주의 구성요소인 오대를 상징한다.
각각의 부위에는 범어로, 땅, 물, 불, 바람, 공(空)이라고 음각되어 있는 경우가 많다.